# 朝阳街道 (临沂市)
朝阳街道，是中华人民共和国山東省临沂市河东区下辖的一个乡镇级行政单位。

## 行政区划
朝阳街道下辖以下地区：
堰上村、西重沟村、东重沟村、后相庄村、中相庄村、东相庄村、前相庄村、刘田庄村、中田庄村、大三官庙村、前田庄村、天齐庙村、北重沟村、玉皇庙村、庙前村、东孙家庄村、秋千园村、李家湖村、万家湖村、石家村、陈家村、官路村、伏庄村、新集子村、石桥头村、后黄庙村、密家村、刘黄庙村、高黄庙村、张家坊头村、吴家坊头村、王家坊头村、前黄庙村、马官庄村和田庄村。